# Вулиця Якова Качури (Київ)
Ву́лиця Я́кова Качу́ри — вулиця у Святошинському районі міста Києва, місцевість Михайлівська Борщагівка. Пролягає від початку забудови до вулиці Симиренка.
Прилучаються вулиця Миколи Трублаїні (двічі) і провулок Якова Качури.

## Історія
Вулиця виникла як одна з головних вулиць села Микільська Борщагівка, зазначена на картах з 1842 року. У середині XX століття отримала назву Радянська. Сучасна назва на честь українського письменника Якова Качури — з 1974 року. Скорочена до сучасних розмірів під час знесення старої забудови села Микільська Борщагівка та будівництва житлового масиву Південна Борщагівка.